# Kirkistown Castle

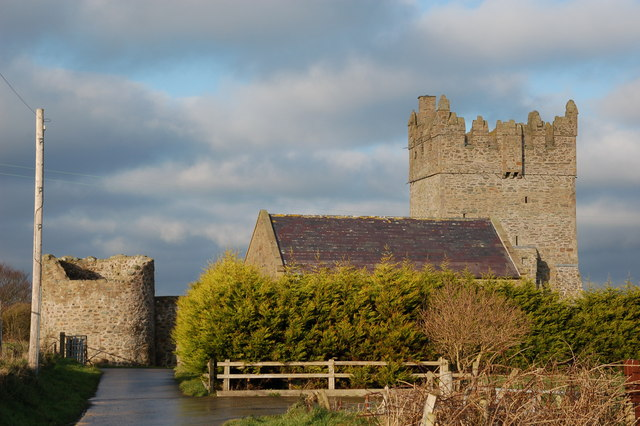
Kirkistown Castle

Kirkistown Castle (irisch Caisleán Bhaile Chirc) ist eine Burg beim Dorf Cloghy (Clochaigh) im nordirischen County Down. Der Wohnturm mit Bawn (Kurtine) ist ein State Care Historic Monument im Townland von Kirkistown (Baile Chirc) im District Ards and North Down.
Es handelt sich um einen beeindruckenden, dreistöckigen Wohnturm, den Roland Savage, ein normannischer Landbesitzer, 1622 an Stelle eines Rundturmes aus dem 9. Jahrhundert bauen ließ. Die Burg war bis 1731 bewohnt. Sie wurde zwar nach der Kolonisierung Ulsters durch die Engländer errichtet, aber in der Tradition klassischer Wohntürme des ausgehenden Mittelalters. Auch Teile des Bawn mit seinen Dreiviertel-Flankierungstürmen an den Ecken sind bis heute erhalten. Der Wohnturm wurde im Jahre 1800 von Colonel Johnston in gotischem Stil umgebaut und 1836 wurden weitere Arbeiten von einem sehr jungen Baumeister Montgomery aus Grey Abbey durchgeführt. Das Gebäude verblieb aber mit einem unvollendeten Dach und kaputten Fenstern, sodass die Elemente für einen raschen Verfall sorgten. Die Northern Ireland Environment Agency öffnete die Burg 2001 erstmals für die Öffentlichkeit.